# 리처드 딘 앤더슨
리처드 딘 앤더슨(Richard Dean Anderson, 1950년 1월 23일 ~ )은 미국의 텔레비전 및 영화 배우이자, 프로듀서 겸 작곡가이다.
1976년 미국의 연속극 《제너럴 호스피털》에서 제프 웨버 박사 역으로 텔레비전 경력을 시작했으며, 텔레비전 시리즈 《맥가이버》 (1985년 ~ 1992년)에서 주인공으로서 두각을 나타내며 떠올랐다. 앤더슨은 후에 《Through the Eyes of a Killer》(1992년), 《Pandora's Clock》(1996년), 《Firehouse》(1997년)을 포함한 여러 편의 영화에 출연했다.
1997년, 앤더슨은 롤랜드 에머리히가 감독을 했던 1994년의 영화 《스타게이트》의 속편격인 《스타게이트 SG-1》의 주인공으로서 텔레비전에 돌아왔다. 그는 1997년부터 2005년까지 주인공을 연기했으며, 2005년부터 2007년까지 리커링 역할 (recurring role)을 했다. 그는 또한 애니메이션 심슨 가족의 《Kiss Kiss, Bang Bangalore》에피소드에서 게스트 배우로서 출연했다. 1997년 이후, 앤더슨이 주연했던 유일한 영화는 2007년 《스타게이트 SG-1》이 끝난 후 후속 영화로서 2008년에 출시된 《스타게이트 : 컨티넘》이다.

## 출연작품
- 《맥가이버》
- 《스타게이트 SG-1》
- 《제너럴 호스피털》